# Joe Sib
Joe Sib (...) è un cantante e imprenditore statunitense, frontman del gruppo punk rock Wax e del gruppo punk rock 22 Jacks, nonché fondatore e proprietario della casa discografica SideOneDummy Records..